# Roman Salnykow
Roman Iwanowytsch Salnykow (ukrainisch Роман Іванович Сальников, russisch Рома́н Ива́нович Са́льников/Roman Iwanowitsch Salnikow; * 18. Februar 1976 in Charkiw, Ukrainische SSR) ist ein ehemaliger ukrainischer Eishockeyspieler, der zuletzt bis 2017 beim HK Wytjas Charkiw in der ukrainischen Eishockeyliga spielte.

## Karriere
Roman Salnikow, der der Nachwuchsabteilung von Dinamo Charkiw entstammt, begann seine Karriere als Seniorenspieler beim HK Sokil Kiew, für den er 1995 in der East European Hockey League debütierte. 1997 wechselte er für zwei Jahre zu Neftechimik Nischnekamsk in die russische Superliga. Nachdem er die Spielzeit 1999/2000 in der Wysschaja Liga, der zweithöchsten russischen Spielklasse, beim HK Woronesch und Witjas Podolsk verbracht hatte, zog es ihn zu deren Ligakonkurrenten Krylja Sowetow Moskau, mit dem er 2001 in die Superliga aufstieg. 2003 verließ er die russische Hauptstadt und schloss sich nach einem kurzen Gastspiel in seiner Geburtsstadt Charkiw Amur Chabarowsk an, wo er ebenfalls in der russischen Superliga auf dem Eis stand. Die Spielzeit 2004/05 verbrachte er beim HK Sokil Kiew in der ukrainischen Eishockeyliga, mit dem er 2005 seinen ersten ukrainischen Meistertitel errang. Anschließend war er drei Jahre für den HK Keramin Minsk aktiv und wurde mit diesem 2008 belarussischer Meister. Er selbst trug zu diesem Titelgewinn als Topscorer, Torschützenkönig, bester Vorbereiter und bester Stürmer der Extraliga maßgeblich bei.
Seit 2008 spielte Salnykow durchgängig in der Ukraine. Nach drei Jahren beim HK Sokil Kiew, mit dem er 2009 und 2010 erneut ukrainischer Meister wurde, spielte er für den HK Berkut und den HK Kompanjon-Naftohas, mit dem er 2014 seinen vierten Meistertitel in der Ukraine gewinnen konnte. Als im Februar 2015 der Spielbetrieb nach der Unterbrechung durch den Krieg in der Ostukraine wieder aufgenommen werden konnte, schloss er sich dem HK Wytjas Charkiw aus seiner Heimatstadt an, für den er in der ukrainischen Liga spielte. In Charkiw beendete er 2014 seine Karriere.

### International
Im Juniorenbereich spielte Salnykow für die Ukraine bei der U18-C-Europameisterschaft 1994 und den U20-A-Weltmeisterschaften 1995 und 1996.
Für die Herren-Auswahl nahm Salnykow zunächst an der C-Weltmeisterschaft 1997, der B-Weltmeisterschaft 1998 und der A-Weltmeisterschaft 1999 teil. Nach Umstellung auf das heutige Divisionensystem spielte er bei den Weltmeisterschaften der Top-Division 2001, 2002, 2003, 2004, 2005, 2006 und 2007 sowie den Weltmeisterschaften der Division I 2008, 2009 und 2010.
Zudem stand er im Aufgebot seines Landes bei den Olympischen Winterspielen 2002 in Salt Lake City und bei den Qualifikationsturnieren zu den Spielen in Salt Lake City, in Turin 2006 und in Vancouver 2010.

## Erfolge und Auszeichnungen
- 1997 Aufstieg in die B-Gruppe bei der C-Weltmeisterschaft
- 1998 Aufstieg in die A-Gruppe bei der B-Weltmeisterschaft
- 2001 Aufstieg in die Superliga mit Krylja Sowetow Moskau
- 2005 Ukrainischer Meister mit dem HK Sokil Kiew
- 2008 Belarussischer Meister mit dem HK Keramin Minsk
- 2009 Ukrainischer Meister mit dem HK Sokil Kiew
- 2010 Ukrainischer Meister mit dem HK Sokil Kiew
- 2014 Ukrainischer Meister mit dem HK Kompanjon-Naftohas